# Yūya Mineda
Yūya Mineda (japanisch 峰田 祐哉 Mineda Yūya; * 1. Dezember 2002 in Kanagawa) ist ein japanischer Fußballspieler.

## Karriere
Yūya Mineda erlernte das Fußballspielen in der Schulmannschaft der der Tōkai-Universität angeschlossenen Sagami-Oberschule (Tōkai-daigaku fuzoku Sagami kōtō-gakkō, denglisch Tokai University Sagamihara High School) in Sagamihara sowie in der Universitätsmannschaft der Osaka University of Health and Sport Sciences. Seinen ersten Profivertrag unterschrieb er am 1. Februar 2025 beim Renofa Yamaguchi FC. Der Verein aus Yamaguchi spielt in der zweiten Liga, der J2 League. Sein Zweitligadebüt gab Mineda am 23. Februar 2025 (2. Spieltag) im Heimspiel gegen V-Varen Nagasaki. Hier wurde er in der 84. Minute für Naoto Misawa eingewechselt.